# Micanopy
Micanopy is een plaats (town) in de Amerikaanse staat Florida, en valt bestuurlijk gezien onder Alachua County.

## Demografie
Bij de volkstelling in 2000 werd het aantal inwoners vastgesteld op 653.
In 2006 is het aantal inwoners door het United States Census Bureau geschat op 658, een stijging van 5 (0.8%).

## Geografie
Volgens het United States Census Bureau beslaat de plaats een oppervlakte van
2,8 km², waarvan 2,7 km² land en 0,1 km² water. Micanopy ligt op ongeveer 24 m boven zeeniveau.

## Plaatsen in de nabije omgeving
De onderstaande figuur toont nabijgelegen plaatsen in een straal van 24 km rond Micanopy.